# Seznam 50 Centových ocenění
Americký rapper 50 Cent získal již 60 cen a byl celkem 83× nominován.

## 2003
American Music Awards
- Nejlepší Rap/Hip-Hop umělec (50 Cent)
- Nejlepší Rap/Hip-Hop album (Get Rich or Die Tryin')

BET Awards
- Objev roku (50 Cent)
- Nejlepší Rap/Hip-Hop umělec (50 Cent)

Billboard Music Awards
- Album roku (Get Rich or Die Tryin')
- Umělec roku (50 Cent)
- Nejlepší single roku (In Da Club)
- Nejlepší R&B/Hip-Hop umělec roku (50 Cent)
- Nejlepší rapový umělec roku (50 Cent)
- Nejžhavější umělec roku (50 Cent)

Billboard R&B/Hip-Hop Awards
- Nejlepší R&B/Hip-Hop umělec (50 Cent)
- Nejlepší mužský R&B/Hip-Hop umělec (50 Cent)
- Nejlepší nováček R&B/Hip-Hop (50 Cent)
- Umělec nejlepší singly R&B/Hip-Hop (50 Cent)

MOBO Awards
- Nejlepší Hip-Hop počin (50 Cent)
- Nejlepší album (Get Rich or Die Tryin')
- Nejlepší single (In Da Club)

MTV Video Music Awards
- Nejlepší klip (In Da Club)
- Nejlepší nováček v klipu (In Da Club)

The Source Awards
- Album roku (Get Rich or Die Tryin')
- Single roku (In Da Club)
- Nejlepší umělec roku (50 Cent)

Vibe Awards
- Umělec roku (50 Cent)
- Nejlepší album roku (Get Rich or Die Tryin')
- Nejžhavější refrén (In Da Club)

World Music Awards
- Nejlepší umělec roku (50 Cent)
- Nováček roku (50 Cent)
- Nejlepší R&B počin roku (50 Cent)
- Nejlepší Hip-Hop počin roku (50 Cent)
- Nejlepší Pop počin roku (50 Cent)

## 2004
Pop Music Awards
- Nejlepší autor textu (50 Cent)

Rhytm & Soul Music Awards
- Nejlepší autor textu (50 Cent)
- Nejlepší R&B/Hip-Hop píseň (In Da Club)
- Nejlepší Rap píseň (In Da Club)

Billboard Music Awards
- Vyzváněcí melodie roku (In Da Club)

Vibe Awards
- Nejlepší skupina (G-Unit)
- Nejžhavější refrén (Hate It or Love It)

## 2005
American Music Awards
- Nejlepší Rap/Hip-Hop album (The Massacre)

Pop Music Awards
- Nejvíce přehrávaná píseň (In Da Club)
- Nejvíce přehrávaná píseň (P.I.M.P.)

Rhytm & Soul Music Awards
- Vyzváněcí melodie roku (In Da Club)

AVN Awards
- Nejlepší interaktivní DVD (Groupie Love)
- Nejlepší hudba (Groupie Love)

Billboard Music Awards
- Umělec roku (50 Cent)
- Nejžhavější umělec roku (50 Cent)
- Album roku (The Massacre)
- R&B/Hip-Hop umělec roku (50 Cent)
- Rap umělec roku (50 Cent)
- Vyzváněcí melodie roku (Candy Shop)

Billboard R&B/Hip-Hop Awards
- Nejlepší R&B/Hip-Hop album (The Massacre)
- Nejlepší umělec s R&B/Hip-Hop albem (50 Cent)
- Nejlepší Rap album (The Massacre)

Vibe Awards
- Nejžhavější refrén (Hate It or Love It)

## 2006
Pop Music Awards
- Nejlepší autor textu (50 Cent)

Rhytm & Soul Music Awards
- Nejlepší autor textu (50 Cent)
- Nejlepší Rap píseň (How We Do)
- Nejlepší vyzváněcí melodie roku (Candy Shop)

## 2007
World Music Awards
- Nejlépe prodávaný hip-hop umělec (50 Cent)

## 2008
BET Hip-Hop Awards
- Hustle of the Year (Největší profit/zisk) (50 Cent)

## 2010
Grammy Awards
- Nejlepší rapový výkon dua nebo skupiny (Eminem - Crack a Bottle (ft. Dr. Dre a 50 Cent))